# Epigoon
Een epigoon (Gr. epi-gonos, na-geborene) is een kunstenaar die een of meer voorbeelden zo strikt navolgt dat het resultaat oorspronkelijkheid ontbeert. De waardering voor het resultaat van epigonisme valt doorgaans negatief uit, omdat imitatie en herhaling in de plaats treden van oorspronkelijke ideeën en eigen scheppingsvermogen.

## Begrenzing
Het vaststellen van epigonisme is niet altijd eenvoudig, omdat elke groep kunstenaars die tot een beweging of stroming gerekend worden, onderling overeenkomsten vertonen. Daarnaast geldt dat oorspronkelijkheid pas vanaf de romantiek als criterium voor de artistieke waarde is opgekomen.
De term wordt vaak gebruikt als aanduiding voor een kunstenaar van de tweede rang. In de renaissance gold imitatie als het beginstadium van de lerende kunstenaar; epigoon was men wanneer men in imitatie bleef steken zonder het voorbeeld te overtreffen. In de Nederlandse literatuurgeschiedenis werd epigoon bijna een scheldwoord in de jaren 1930, toen Menno ter Braak en E. du Perron het tijdschrift Forum leidden.

## Voorbeelden
Hein Boeken geldt als epigoon van Willem Kloos en Albert Verwey. De kinderliteratuur van Hieronymus van Alphen bracht ook veel epigonen voort, onder meer Hendrik Riemsnijder. Het Italiaanse marinisme is een stroming die de dichter Giambattista Marino navolgt; imitatie van de Spaanse dichter Luis de Góngora heet gongorisme.